# Skalice (Frýdek-Místek)
Skalice (německy Skalitz) je vesnice v české části Slezska, která je součástí města Frýdku-Místku. S městem však nehraničí a tvoří tak exklávu. Žije v ní 1545 obyvatel (2021). K vesnici náleží tří osady ležící mimo vlastní jádro vesnice. Jedná se o Kamenec, Záhoří a Baščici. Má katastrální rozlohu 981 ha při průměrné nadmořské výšce 372 m. Katastrální území vesnice je oddělené od zbytku města katastry Starého Města a Dobré.

## Historie
Nejstarší zmínka o obci pochází z roku 1305 pod jménem Scalicza v soupisu vratislavských biskupských desátků. Celých 182 let obec spravoval hradní hejtman z Frýdku a patřila místnímu šlechtickému rodu až do roku 1525. V roce 1573 byla prodána spolu s Frýdeckým panstvím Matyášovi a Jiřímu z Logova. Později se stala majetkem Habsburků až se konečně v roce 1850 dostala pod světskou správu nejprve pod hejtmanství těšínské a od roku 1902 hejtmanství frýdecké. Samostatnou obcí zůstala až do roku 1980, kdy se stala místní částí města Frýdku-Místku.

## Geografie

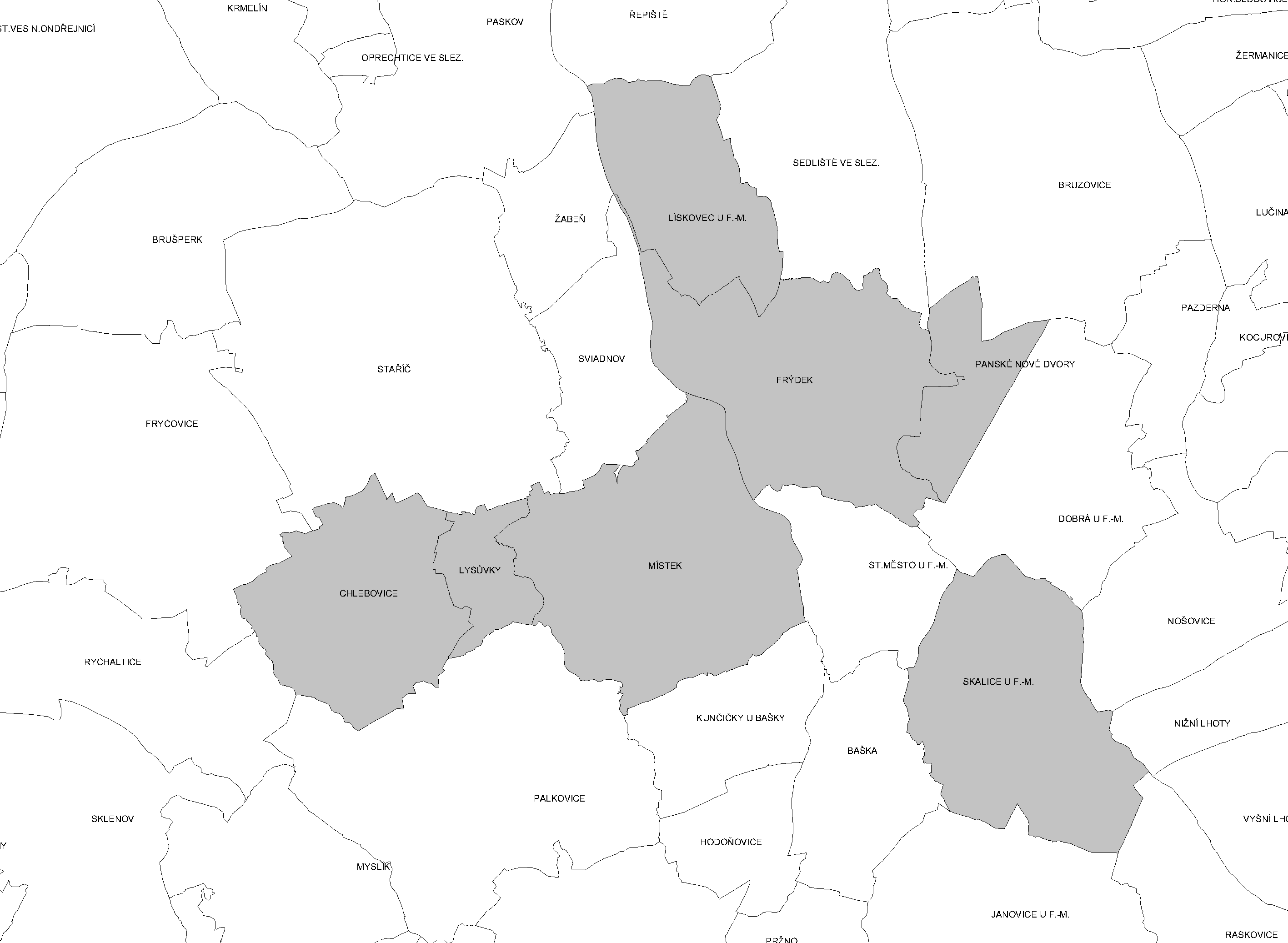
Katastrální členění Frýdku-Místku

Na severu území Skalice dosahuje až k řece Morávce na níž se nachází národní přírodní památka Skalická Morávka, přírodní památka Niva Morávky a Evropsky významná lokalita Niva Morávky. V centrální části vesnice pod kostelem svatého Martina pramení potok Skaličník a jižní částí protéká potok Baštice. Nejvyšším bodem je Skalická Strážnice s nadmořskou výškou 438 m. Druhým výrazným kopcem na území vesnice jsou Vrchy s nadmořskou výškou 433 m.